# 플랑드르 여백작 마가레타 3세
마가레타 3세(1350년 4월 13일 ~ 1405년 3월 16일)는 담피에르 가문의 유일한 상속녀인 플랑드르 여백작이다. 첫 남편이 사망하여 과부가 된 마가레타가 프랑스 장 2세의 4남인 부르고뉴 공작 필리프 2세와 재혼을 함으로 플랑드르의 통치권이 부르고뉴로 넘어가게 되었다.

## 생애
마가레타는 플랑드르 백작 루이 2세와 브라반트의 마가레타 사이에서 유일하게 장성한 자녀이자 상속녀였다. 1355년, 그녀는 부르고뉴 공작 오도 4세(1295~1349)의 손자이자 후계자인 필리프 1세와 혼인했다. 필리프 1세는 부르고뉴와 아르투아 백작 (1347–1361)이었고, 부르고뉴 공작 (1350–1361)이었으며, 오베르뉴와 불로뉴 백작 (1360–1361)이 되었다.
1361년 필리프 1세가 낙마 사고로 사망하자, 마가레타는 과부가 되었는데 첫 남편과의 사이에서는 자식이 없었다. 프랑스 왕 장 2세는 후계가 단절된 부르고뉴 공국을 왕실로 귀속시켰다. 장 2세의 어머니 부르고뉴의 잔은 부르고뉴 공작이었던 오도 4세(1295~1349)의 누이였기 때문에 모계혈통을 통한 상속이었다. 1363년에 장 2세는 지난 푸아티에 전투(1356년)에서 보여준 4남 필리프의 용감한 활약에 대한 보상으로 부르고뉴 공국을 왕자령으로 주었다. 왕자령이란 자치권이 많이 인정되나 후계가 단절 될 경우에 왕실로 귀속되는 영지에 해당한다.
1369년에 마가레타는 부르고뉴 공작이 된 필리프 2세와 재혼하였다. 1384년 마가레타의 아버지 플랑드르 백작 루이 2세가 사망하자, 그녀와 필리프 2세는 아르투아, 부르고뉴, 플랑드르, 느베르, 레텔 백작령을 상속받았다. 필리프 2세가 1404년에 사망했고, 마가레타는 이듬해 사망했다. 그녀의 죽음으로, 담피에르 가문은 단절되었고 플랑드르 백국은 부르고뉴에게 완전히 귀속되었다.
마가레타의 아들 용맹공 장 1세와 그의 후손들이 플랑드르와 부르고뉴를 통치하였는데, 그녀의 증손자 부르고뉴 공작 샤를 1세가 낭시전투에서 사망한후 유일한 상속녀 마리가 막시밀리안 1세와 혼인하면서 플랑드르는 합스부르크 가문의 영지로 넘어가게 되었다. 16세기 들어서 카를 5세의 시대를 거친후 그의 아들 스페인에 펠리페 2세 때에 플랑드르(네덜란드)는 독립투쟁을 벌려 1648년에 완전한 독립국이 되었다.

## 자녀
마가레타 3세와 필리프 2세는 다음과 같은 자녀를 두었다.
- 부르고뉴 공작 장 1세(1371년–1419년, 몽트로에서 살해됨)는 플랑드르, 아르투아, 부르고뉴의 후계자였다.

- 부르고뉴의 샤를 (1372–1373)

- 부르고뉴의 마가레타 (1374년 10월 – 1441년 3월 8일)는 바이에른 공작 빌헬름 2세와 혼인했다.

- 부르고뉴의 루이 (1377–1378)

- 부르고뉴의 캐서린 (1378년 4월 13일 – 1425년 1월 24일, 그레이, 오트손)은 오스트리아 공작 레오폴트 4세와 혼인했다.

- 본 드 부르고뉴 (1379–1399, 아라스)

- 부르고뉴의 마리(, 1380년 9월 ~ 1422년 10월 2일)는 사보이아 공작 아메데오 8세와 혼인했다.

- 부르고뉴의 앙투안 드 브라반트 (1384년 8월 - 1415년 10월 25일 아쟁쿠르 전투)

- 필리프 2세, 느베르 백작과 레텔 (1389년–1415년, 아쟁쿠르 전투에서)은 "필립 2세"로 불렸다.

## 유산
담피에르 가문의 주요 가계는 마가레타 3세로 끝이 나고 말았다. 본래 플랑드르 백작들 뿐이었던 담피에르 가문은 영리한 결혼 정책을 통해 느베르 (1280년)와 레텔 (1328년) 백국을 상속할 수 있었다. 프랑스의 필리프 5세의 딸인 그녀의 할머니를 통해 아르투아와 부르고뉴 백작령(프랑슈콩테)이 여기에 추가되었다. 이 땅들은 부르고뉴 공국과 함께 발루아-부르군디 가문의 영토의 핵심을 제공했고, 15세기 프랑스의 발루아 왕가의 통치에 도전할 수 있는 권력 기반을 제공했다.
그녀의 장남인 용맹공 장은 1384년에 그녀의 아버지 루이의 뒤를 이어 느베르 백작이 되었고, 1404년에 그녀의 남편은 부르고뉴 공작으로서, 그녀는 부르고뉴 백작, 아르투아 백작, 플랑드르 백작으로 임명되었다. 1406년 그녀의 작은 아들 안토니오는 브라반트와 림부르크를 상속받았다. 네버스와 레텔은 생전에 처음에는 장남 장과 앤서니에게 주어졌지만, 장이 공국에 오른 후, 네버스는 막내 아들 필리프에게로 갔다. 레텔은 안토니오가 브라반트를 상속할 것이 확실해진 1402년에 필리프에게 주어졌다.
부르고뉴에서는 용담공 필리프가 1381년에 플랑드르의 마가레타에게 제안한 제르몰 성이 부르고뉴 공작 부인에 의해 호화로운 시골 영지로 바뀌었다. 안뜰을 둘러싸고 있는 해자로 둘러싸인 거대한 직사각형 건물이었다. 남쪽과 동쪽에는 주거용 아파트가, 서쪽에는 접견실이 있었다. 마거릿은 활기차고 시골 애호가로, 그녀가 가장 좋아하는 이 거주지 주변에 쾌적한 환경을 조성할 수 있는 시골 활동들을 개발하고, 지역 농업을 발전시키고, 영지의 유지에 약간의 수입을 제공하기로 결정했다. 그래서, 그녀는 커다란 장미 정원을 심었고, 꽃잎들은 장미 물을 만드는데 쓰이기 위해 플랑드르로 보내졌다. 대체로 보존된 샤토는 오늘날 중세 말기에 프랑스의 왕족 거주지 중 가장 좋은 예 중 하나이다.